# Tau Aurigae
Tau Aurigae (29 Aurigae) é uma estrela na direção da constelação de Auriga. Possui uma ascensão reta de 05h 49m 10.46s e uma declinação de +39° 10′ 52.1″. Sua magnitude aparente é igual a 4.51. Considerando sua distância de 213 anos-luz em relação à Terra, sua magnitude absoluta é igual a 0.44. Pertence à classe espectral G8III.